# Olympische Jugend-Winterspiele 2012/Bob
Bei den Olympischen Jugend-Winterspielen 2012 in Innsbruck fanden am 22. Januar zwei Wettbewerbe im Bobfahren statt. Austragungsort war die Olympia Eiskanal Igls im Stadtteil Innsbruck-Igls.

## Bilanz

### Medaillenspiegel
| Platz  | Land           | Gold | Silber | Bronze | Gesamt |
| ------ | -------------- | ---- | ------ | ------ | ------ |
| 1      | Niederlande    | 1    | –      | 1      | 2      |
| 2      | Italien        | 1    | –      | –      | 1      |
| 3      | Österreich     | –    | 1      | –      | 1      |
| 3      | Großbritannien | –    | 1      | –      | 1      |
| 4      | Monaco         | –    | –      | 1      | 1      |
| Gesamt | Gesamt         | 2    | 2      | 2      | 6      |

### Medaillengewinner
| Disziplin | Gold                                           | Silber                                            | Bronze                               |
| --------- | ---------------------------------------------- | ------------------------------------------------- | ------------------------------------ |
| Männer    |                                                |                                                   |                                      |
| Zweierbob | ItalienPatrick Baumgartner Alessandro Grande   | ÖsterreichBenjamin Maier Robert Ofensberger       | MonacoRudy Rinaldi Jeremy Torre      |
| Frauen    |                                                |                                                   |                                      |
| Zweierbob | NiederlandeMarije van Huigenbosch Sanne Dekker | Vereinigtes KönigreichMica McNeill Jazmin Sawyers | NiederlandeKimberley Bos Mandy Groot |

## Männer

### Zweierbob
| Platz | Land | Sportler                              | Zeit        |
| ----- | ---- | ------------------------------------- | ----------- |
| 1     | ITA  | Patrick Baumgartner Alessandro Grande | 1:49,14 min |
| 2     | AUT  | Benjamin Maier Robert Ofensberger     | 1:49,23 min |
| 3     | MON  | Rudy Rinaldi Jeremy Torre             | 1:49,31 min |
| 4     | LAT  | Oskars Ķibermanis Elviss Kamšs        | 1:49,37 min |
| 5     | GBR  | Olly Biddulph James Lelliott          | 1:49,41 min |
| 6     | GER  | Philipp Mölter Richard Oelsner        | 1:49,42 min |

Datum: 22. Januar

## Frauen

### Zweierbob
| Platz | Land | Sportlerinnen                        | Zeit        |
| ----- | ---- | ------------------------------------ | ----------- |
| 1     | NED  | Marije van Huigenbosch Sanne Dekker  | 1:51,62 min |
| 2     | GBR  | Mica McNeill Jazmin Sawyers          | 1:51,95 min |
| 3     | NED  | Kimberley Bos Mandy Groot            | 1:52,15 min |
| 4     | GBR  | Kirsten Emery Frances Slater         | 1:52,34 min |
| 5     | ITA  | Mathilde Parodi Valentina Margaglio  | 1:52,41 min |
| 6     | ROU  | Ana Andreea Constantin Andreea Grecu | 1:52,94 min |

Datum: 22. Januar